# Sistema adaptativo
Un sistema adaptativo es un conjunto de entidades interactuantes o interdependientes, reales o abstractas, que forman un todo integrado que en conjunto son capaces de responder a cambios medioambientales o cambios en las partes interactuantes, en una manera análoga a la homeostasis fisiológica continua o la adaptación evolutiva en biología. Los circuitos de retroalimentación representan una característica clave de los sistemas adaptativos, como los ecosistemas y los organismos individuales, o en el mundo humano, las comunidades, las organizaciones y las familias. Los sistemas adaptativos se pueden organizar en una jerarquía.
Los sistemas adaptativos artificiales incluyen robots con sistemas de control que utilizan la retroalimentación negativa para mantener los estados deseados.

## La ley de la adaptación
La ley de la adaptación se puede explicar de manera informal como:

Todo sistema adaptativo converge en un estado en el que todo tipo de estímulo cesa.

De manera formal, la ley se puede definir como sigue:
Dado un sistema {\displaystyle S}, decimos que un evento físico {\displaystyle E} es un estímulo para el sistema {\displaystyle S} si y solo si la probabilidad {\displaystyle P(S\rightarrow S'|E)} de que el sistema sufra un cambio o sea perturbado (en sus elementos o procesos) cuando el evento {\displaystyle E} ocurra es estrictamente mayor que la probabilidad previa de que {\displaystyle S} sufra un cambio independientemente de {\displaystyle E}: 
{\displaystyle P(S\rightarrow S'|E)>P(S\rightarrow S')}
Si {\displaystyle S} es un sistema arbitrario sujeto a cambios en el tiempo {\displaystyle t} and let {\displaystyle E} es un evento arbitrario que supone un estímulo para el sistema {\displaystyle S}, decimos que {\displaystyle S} es un sistema adaptativo si y solo si cuando t tiende a infinito {\displaystyle (t\rightarrow \infty )} la probabilidad de que el sistema {\displaystyle S} cambie su comportamiento {\displaystyle (S\rightarrow S')} en un espacio de tiempo {\displaystyle t_{0}} dado el evento {\displaystyle E} es igual a la probabilidad de que el sistema cambie su comportamiento independientemente de la ocurrencia del evento {\displaystyle E}. En términos matemáticos:
1. - {\displaystyle P_{t_{0}}(S\rightarrow S'|E)>P_{t_{0}}(S\rightarrow S')>0}
2. - {\displaystyle \lim _{t\rightarrow \infty }P_{t}(S\rightarrow S'|E)=P_{t}(S\rightarrow S')}

Por lo tanto, para cada instante {\displaystyle t} existirá un intervalo de tiempo {\displaystyle h} tal que: 
{\displaystyle P_{t+h}(S\rightarrow S'|E)-P_{t+h}(S\rightarrow S')<P_{t}(S\rightarrow S'|E)-P_{t}(S\rightarrow S')}

## Jerarquía de las adaptaciones: practopoyesis

Los bucles de retroalimentación y la interacción poiética en las adaptaciones jerárquicas.

¿Cómo interactúan los distintos tipos de adaptaciones en un sistema vivo? El término practopoyesis, acuñado por su creador Danko Nikolić, hace referencia a una jerarquía de mecanismos de adaptación que contestan a esta pregunta. La jerarquía adaptativa forma un tipo de sistema autoajustable en el que la autopoyesis de todo el organismo o de una célula ocurre a través de una jerarquía de interacciones alopoyéticas entre los componentes. Esto es posible porque los componentes están organizados en una jerarquía poyética: las acciones adaptativas de un componente resultan en la creación de otro componente. La teoría propone que los sistemas vivos exhiben una jerarquía con un total de cuatro operaciones poyéticas adaptativas:
```
   
evolución
 (i) 
→
 
expresión génica
 (ii) 
→
 
mecanismo 
homeostático
 no relacionados con los genes (anapoyesis)
 (iii) 
→
 
función final de la célula
 (iv)
```

A medida que la jerarquía evoluciona hacia niveles superiores de organización, la velocidad de adaptación aumenta. La evolución es la más lenta, la expresión génica es más rápida y así sucesivamente. La función final de la célula es la más rápida. En última instancia, la practopoyesis desafía la doctrina actual de la neurocientífica afirmando que las operaciones mentales ocurren principalmente en el nivel homeostático, anapoyético (iii), es decir, que las mentes y el pensamiento emergen de mecanismos homeostáticos rápidos que controlan la función celular poyéticamente. Esto contrasta con la suposición generalizada de que el pensamiento es sinónimo de cómputos ejecutados en el nivel de la actividad neuronal (es decir, con la «función final de la célula» en el nivel iv).
Sharov propuso que solo las células eucariotas pueden conseguir los cuatro niveles de organización.
Cada nivel más lento contiene conocimientos más generales que el nivel más rápido, por ejemplo, los genes contienen conocimiento más general que los mecanismos anapoyéticos, que a su vez, contienen más conocimiento generales que las funciones celulares. Esta jerarquía de conocimientos permite que el nivel anapoyético implemente conceptos, que son los elementos más fundamentales de una mente. Se sugiere que la activación de conceptos a través de la anapoyesis subyace a la ideastesia. La practopoyesis también conlleva implicaciones para entender las limitaciones del Aprendizaje profundo.
Las pruebas empíricas de practopoyesis requieren el aprendizaje a través de tareas de doble circuito: es necesario evaluar cómo la capacidad de aprendizaje se adapta con el tiempo, es decir, cómo el sistema aprende a aprender (adapta sus capacidades de adaptación).

## El beneficio de los sistemas autoajustables
En un sistema adaptivo, un parámetro cambia lentamente y no tiene un valor preferido. Pero en un sistema autoajustable, el valor del parámetro «depende de la historia de las dinámicas del sistema». Una de las cualidades más importantes de los sistemas autoajustables es su «adaptación al borde del caos» o capacidad para evitar el caos. Hablando de manera práctica, al dirigirse al borde del caos, pero sin ir más allá, un líder puede actuar de manera espontánea pero sin desastre. Un artículo de marzo/abril del 2009 de Complexity explica con más detalle los sistemas de autoajuste utilizados y las implicaciones reales. Los físicos han demostrado que la adaptación al borde del caos ocurre en casi todos los sistemas con retroalimentación.